# Міловська селищна територіальна громада
Міловська селищна територіальна громада — територіальна громада в Україні, в новоствореному Старобільському районі Луганської області, з адміністративним центром в селищі Мілове.

## Загальна інформація
Площа громади — 982,6 кв. км, населення — 14 885, з них: міське — 5 810, сільське — 9 075 (2020).

## Населені пункти
До складу громади увійшли селище Мілове та села Березове, Благодатне, Бондарівка, Великоцьк, Водянолипове, Діброва, Журавське, Зарічне, Зориківка, Зоринівка, Калмиківка, Кирносове, Криничне, Микільське, Морозівка, Мусіївка, Новомикільське, Новострільцівка, Олексіївка, Півнівка, Рання Зоря, Стрільцівка, Травневе, Хоминське, Шелестівка, Шелестівка, Ярське, Яснопромінське.

## Історія
Утворена у 2020 році шляхом об'єднання Міловської селищної та Великоцької, Зориківської, Микільської, Морозівської, Мусіївської, Новострільцівської та Стрільцівської сільських рад Міловського району.